# 奧拉德霍達爾區

29°15′N 1°3′E / 29.250°N 1.050°E
奧拉德霍達爾區（阿拉伯语：‎），是阿爾及利亞的行政區，位於該國西部，由貝沙爾省負責管轄，首府設於奧拉德霍達爾，面積4,140平方公里，2008年人口7,438，人口密度每平方公里1.8人。